# Sabbura
Sabbura (arab. صبورة) – miasto w Syrii, w muhafazie Hama. W 2004 roku liczyło 7141 mieszkańców.